# 上野优佳
上野优佳（日语：／ Ueno Yūka，2001年11月28日—）生于大分县日田市，是一名日本女子击剑运动员，主攻花剑。她的父母都曾参加全国击剑比赛，哥哥优斗同样也是击剑选手，她也受家人影响在小学二年级时开始练习击剑。她高中时最初在哥哥当时所在的大分县立别府翔青高等学校就读，高中二年级时转学至星槎国际高等学校。2020年高中毕业后，她进入中央大学法学部就读。